# Pst/Q
Mats Petter Stenqvist alias Pst/Q, född den 28 mars 1975 i Göteborg, är en rappare och lyricist från Göteborg. Hans musik kännetecknas bland annat av hans distinkta dialekt, samt hans avancerade lyrik. Texterna innehåller inte sällan bibliska eller på annat sätt mystiska eller högtidliga referenser. Pst/Q är medlem i Mobbade barn med automatvapen och har även samarbetat med Roffe Ruff, Looptroop, Afasi & Filthy, Fjärde världen och Martin Westerstrand.[källa behövs]
Enligt honom själv är drivkraften i hans musik "enbart irritation". Texten "skriv inte att jag var nånstans där jag inte var" i "En dåres försvarstal" syftar till exempel på ett antal journalister som recenserat konserter utan att ha befunnit sig på platsen. Pst/Q rappar bland annat om sin olyckliga uppväxt, en framställning som enligt honom själv enbart är påhittad. Enligt honom själv var det kanske delvis hans far som fick in honom på musiken, kombinerat med en känsla av att vilja uttrycka sig. Att han valde hiphopen framför dikter eller böcker motiverar han med att "man inte kan vara för otrevlig för hiphop".
Under en intervju på Mariaplan, 2010,[källa behövs] berättade Petter att det kommer mer med Mobbade Barn Med Automatvapen och att de har massor med osläppta låtar. Han berättade också att han jobbar på en ny skiva, men när den kommer vet han dock inte. Men han planerade att släppa den nära slutet på 2010, eller någon gång år 2011. 2010 medverkade Petter (Pst/Q) även i antologin Vad gör de nu?.[källa behövs]

## Diskografi
- Pluralis Majestatis, (1997/2000)
- Natt klockan tolv på dagen, 2002